# Aeroporto di Kigali-Gregoire
L'Aeroporto di Kigali/Gregoire, citato anche come Aeroporto Internazionale di Kigali (IATA: KGL, ICAO: HRYR), è un aeroporto ruandese situato nel sobborgo di Kanombe, sul margine orientale della città di Kigali, capoluogo dell'omonima provincia e capitale del Ruanda, circa 14 km ad Est del centro commerciale ed economico della città.

## Dati tecnici
La struttura, posta all'altitudine di 1 481 m / 4 859 ft sul livello del mare, è dotata di tre terminal ed una sola pista d'atterraggio con fondo in asfalto lunga 3 500 m e larga 45 m (11 483 x 148 ft) con orientamento 10/28, dotata di sistemi Instrument Landing System (ILS)/Distance Measuring Equipment (DME), Precision Approach Path Indicator (PAPI) ed impianto di illuminazione ad alta intensità HIRL.
L'aeroporto, militare ma normalmente aperto al traffico civile, è gestito dal Rwanda Civil Aviation Authority, l'organo governativo responsabile della gestione dei aviazione civile del Ruanda, ed è aperto al traffico commerciale.